# Radio Sarrià, Marina Baixa 106.0
Ràdio Sarrià es una emisora con algo más de 18 años, situada en Callosa d'en Sarrià, Alicante. Inicialmente fue una asociación de diferentes vecinos de esta población interesados en colaborar y hacer una radio local y cultural. Dicha asociación denominada "Asociación Sarrià", cuya labor es la difusión de la cultura y costumbres de Callosa d´en Sarrià, llegó a contar con un número cercano a las dos centenas de socios. sus instalaciones estaban en un piso de un céntrico edificio de la localidad. Sin embargo al entrar el partido Popular al Ayuntamiento, el ahora exalcalde de dicho partido quitó al locutor que había llevado esta sintonía a todos los rincones de la Marina Baixa (hay que remarcar que dicha emisora gozaba de gran popularidad dado el carácter desenfadado y la calidad de la música que emitía) colocando a gente de su entorno pasándole dicha gestioon a una nueva asociación usando este medio para su beneficio propio.
Desde 2007, la Asociación de Medios Radiofónicos de Callosa d'en Sarrià, "Radio Sarrià", ha venido modificando el funcionamiento de la radio e incorporando nuevos profesionales. En diciembre de 2008 inauguró sus estudios nuevos en Callosa d'en Sarrià, esta vez localizados en un local comercial a pie de calle de unos 110 m². La idea era disponer de espacio suficiente para la Redacción, un estudio principal, estudio de grabación y despachos de trabajo.
En 2009 se han incorporado periodistas, locutores con experiencia en otras radios de ámbito estatal y más medios técnicos, aumentando su cobertura sensiblemente. 
Desde septiembre de 2009 inició la incorporación de programación de Intereconomía y se conforma como Delegación de Intereconomía en La Marina Baixa. 
En 2011, la colaboración de los nuevos socios que gestionaban "Radio Sarrià" cesó por diferencias sobre los criterios de gestión del medio. De esta forma quedó activa "Radio Inter Sarria", la emisora que continúa adherida al grupo Intereconomia y que mantiene su emisión desde el 106.7.
Ràdio Sarrià, de nuevo en manos de los gestores de la Asociación Sarrià, no emite.

## Cobertura
A día de hoy Radio Inter Sarrià cubre con calidad muy aceptable Callosa d´en Sarrià, el Vall de Guadalest (Guadalest, Benimantell, Beniarda, Confrides,...) y el Vall de Tarbena (Bolulla y Tarbena). Las poblaciones más pobladas que cubre Ràdio Inter Sarrià son: Altea, Alfaz del Pi, Benidorm, Polop de la Marina, La Nucia y Villajoyosa. 
Por Internet se puede oír en todo el mundo en calidad de 128 kbps.